# Lune (rivière)
La Lune est un fleuve anglais qui coule dans les comtés de Cumbria et du Lancashire.

## Hydrographie

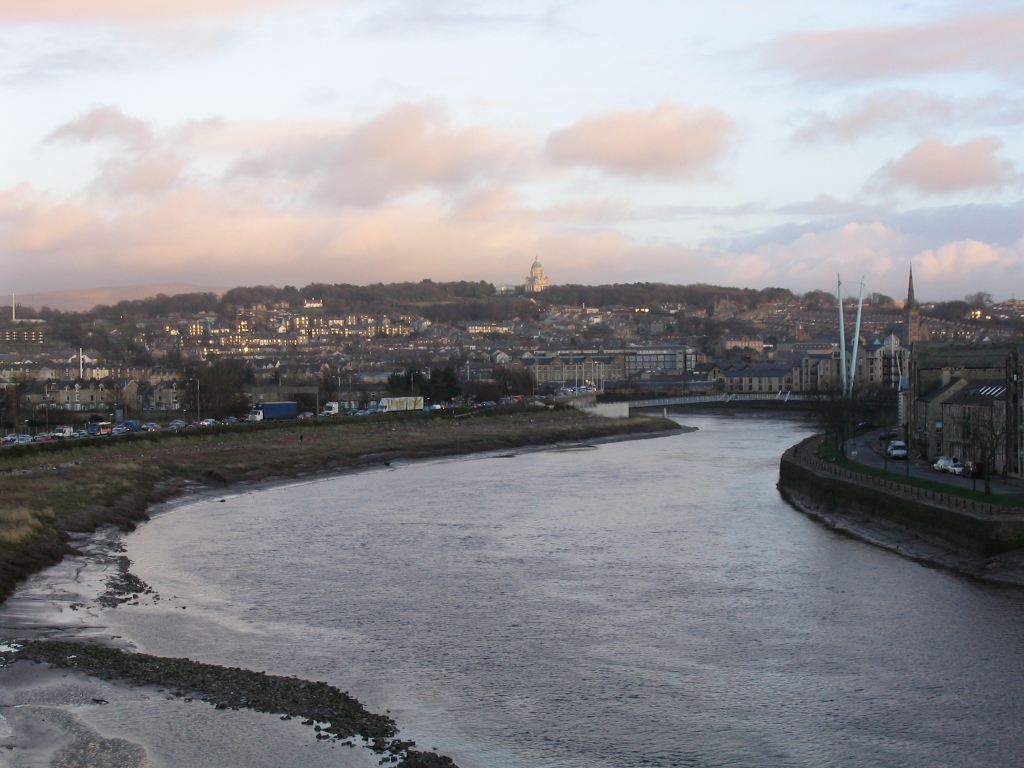
La ville de Lancaster et la Lune vues depuis le Carlisle Bridge (2004)

Elle se forme à la confluence des rivières Weasdale Beck (en) et Sandwath Beck (en) dans la paroisse de Ravenstonedale, à la confluence des ruisseaux de Sandwath Beck et  Weasdale Beck ; puis elle longe les ruines du fort romain de Low Borrowbridge au pied de Borrowdale, et traverse le sud de la Cumbrie, avant de se jeter dans la Mer d'Irlande à Plover Scar près de Lancaster, au terme d’un cours de 71 km.
La vallée de la Lune comporte trois tronçons principaux.

### La Source
Le tronçon nord (dit Lunesdale) va de la source à Tebay.

### La Courbe (Crook o' Lune)
Plus en aval, ce sont les spectaculaires gorges de la Lune enjambées à la fois par l’autoroute M6 et la West Coast Main Line.
À Caton, à 8 km en amont de Lancaster, on trouve au lieu-dit Crook o' Lune trois ponts rapprochés (un pont de pierres et deux ponts ferroviaires déclassés, servant désormais de passerelle piétonne). La rivière présente à cet endroit un méandre tournant de 180 degrés vers la droite, puis à 90 degrés vers la gauche, en forme de crosse de berger.
Ce site magnifique a été peint à deux reprises par J. M. W. Turner dans des aquarelles entre 1816 et 1820. L'une est conservée à la Courtauld Gallery et l'autre à la Tate Britain.

### L'Estuaire
Enfin, la vallée s’élargit dans la plaine maritime de Lonsdale.
Parmi les ponts franchissant la Lune, citons le Pont du Diable dans les environs de Kirkby Lonsdale, et le pont du Millénaire à Lancaster.
L’effet des marées ne se fait sentir qu'en aval du barrage de Skerton à Lancaster. Quatre ponts voisins l’un de l’autre enjambent l’estuaire à Lancaster: Skerton Bridge (pont routier), Greyhound Bridge (ancien pont ferroviaire, désormais routier), la passerelle dite Lune Millennium Bridge et le pont de Carlisle (qu'empruntent les trains de la West Coast Main Line, avec une passerelle piétonne à l’est), le dernier pont de la vallée. On a débattu des années durant d’un projet de canal de dérivation par l’ouest de Lancaster : s’il devait voir le jour, il serait de fait à l’aval du pont de Carlisle.
Ce tronçon de la vallée est le site présumé du port primitif de Lancaster, sans doute actif dès l’époque romaine ; la Commission Portuaire de Lancaster a été fondée en 1750 pour promouvoir les conditions de navigation dans l’estuaire. Les quais de St George et le Nouveau Quai ont été construits entre 1750 et 1767, et en 1779 les installations portuaires ont été rapprochées de la Mer d'Irlande, à Glasson Dock. En 1847 les commissaires ont fait édifier deux phares près de l’Abbaye de Cockersand. Le phare aval (parfois appelé « phare de l’Abbaye ») se dresse toujours à Plover Scar, et il demeure opérationnel. L'ancien phare, qui était une tour carrée en charpente, a été démolie en 1954 ; mais la maison du gardien, construite juste à côté, est encore visible.
La ville de Lancaster (et donc le comté de Lancashire) doivent leur nom à la Lune. L’ancienne centurie de Londsdale a la même étymologie. La vallée est classée patrimoine faune et flore.

## Étymologie
Plusieurs théories s'affrontent quant à l'étymologie du nom « Lune »:
1. d’un mot celtique signifiant "claire", "pure".
2. Via le vieil anglais Ēa Lōn (ēa = rivière) par corruption d’un nom celtique se rapportant à la divinité Ialonos, vénérée dans la région[5]
3. La forme en croissant du Lac Oxbow est désignée comme une lunule. On qualifie parfois ainsi en Angleterre les rivières aux méandres prononcés.